# Reismus
Der Reismus (von lat. res "Ding") bezeichnet bei Tadeusz Kotarbiński, einem Philosophen der neopositivistischen Lemberger Schule, die Theorie, dass nur die Dinge existieren, die der Mensch erkenne. Da es keine allgemeinen Dinge geben könne, sondern lediglich eine nicht begrenzbare Anzahl konkreter Körper, das heißt „Verkörperungen“, verwandte Kotarbiński auch den Ausdruck Konkretismus.

## Theorie der Namen
Der Reismus fußt auf Stanisław Leśniewskis ontologischem Namenskalkül, einer radikal nominalistischen Theorie. Er betrachtet als Namen Ausdrücke, die Subjekt oder Prädikat eines Satzes sein können, der Dinge oder Personen beschreibt. Ein Satz habe dabei die Form "A ist B", wobei ist als absolutes, fundamentales Sein begriffen werde. Dies Verständnis beruht nicht nur auf der mathematischen Struktur der Aussage, sondern auch wesentlich auf der polnischen Herkunft Kotarbińskis – wie das Lateinische verwenden auch die meisten slawischen Sprachen keinen Artikel. Kotarbiński unterscheidet
- singuläre Namen, die als grammatische Subjekte verwendet werden und Individuen oder Dinge bezeichnen (Plato, Tisch)
- allgemeine Namen, die nur Subjekt oder Prädikat allgemeiner Aussagen wie "jedes A ist B" sein können (Mensch, Stadt)
- leere Namen wie Einhorn, die kein Denotat repräsentieren und damit nicht Subjekt einer wahren Aussage sein können.

Alle diese Namen sind wirkliche Namen, das heißt Namen im eigentlichen Sinne. Als nicht wirkliche sieht Kotarbiński solche, die Eigenschaften, Beziehungen oder Zustände beschreiben; er nennt sie Pseudonamen oder Onomatoide (zu griech. ονομα "Name").
Alle wirklichen Namen sind konkrete grammatische Nomen, während abstrakte Begriffe Onomatoide sind. Diese Annahme beruht auf der Erkenntnis, dass abstrakte Begriffe nicht sind.
Dies heißt, dass der Name Abfahrt in "Die Abfahrt des Zuges verzögerte sich" kein Designat besitzt – die Abfahrt ist nicht, da ja (korrekter gesprochen) der Zug verspätet abfährt; es handelt sich bei "verspätet" um eine Eigenschaft. Auch Beziehungen wie "Freundschaft" oder Zustände wie "Gleichheit" sind nach dieser Auffassung nicht.

## Ontologischer und semantischer Reismus
Die Theorie des ontologischen Reismus besagt, dass nur Menschen und Dinge existieren. Das heißt, dass jedes Objekt entweder Mensch oder Ding sein muss. Auf Kritik insbesondere von Kazimierz Ajdukiewicz, Kotarbiński habe damit ein tautologisches System erstellt, präzisierte dieser den ontologischen Ansatz dahin, dass jedes Ding entweder Körper oder Geist sein müsse und dass jedes Wesen, das Geist beinhalte, zugleich Körper, das heißt konkrete "Verkörperung" sei. Die grundlegende Aussage, jedes Ding sei eine Verkörperung, umreißt die Bezeichnung Somatismus für die ontologische Richtung des Reismus.
Der semantische Reismus bezieht sich auf die Sprache, die die Welt beschreibt. Er erklärt die Möglichkeit, jede Aussage, die Pseudonamen enthält, in eine Aussage von ausschließlich wirklichen Namen zu überführen. Danach ist jeder Name, den die Alltagssprache enthält, auch ein Onomatoid. Dies ist eine drastische Verkürzung der aristotelischen Kategorien zu einer einzigen und wesenhaften, der Substanz, welche Substanzen als Unterschiedliches ausschließt. In seiner Systematik ist der Reismus als Konkretismus dabei der analytischen Philosophie Willard Van Orman Quines verwandt, in seiner philosophischen Prägung Rudolf Carnaps und Otto Neuraths Physikalismus.
Siehe auch: Logischer Empirismus, Wiener Kreis